# シャルル3世・ド・クロイ

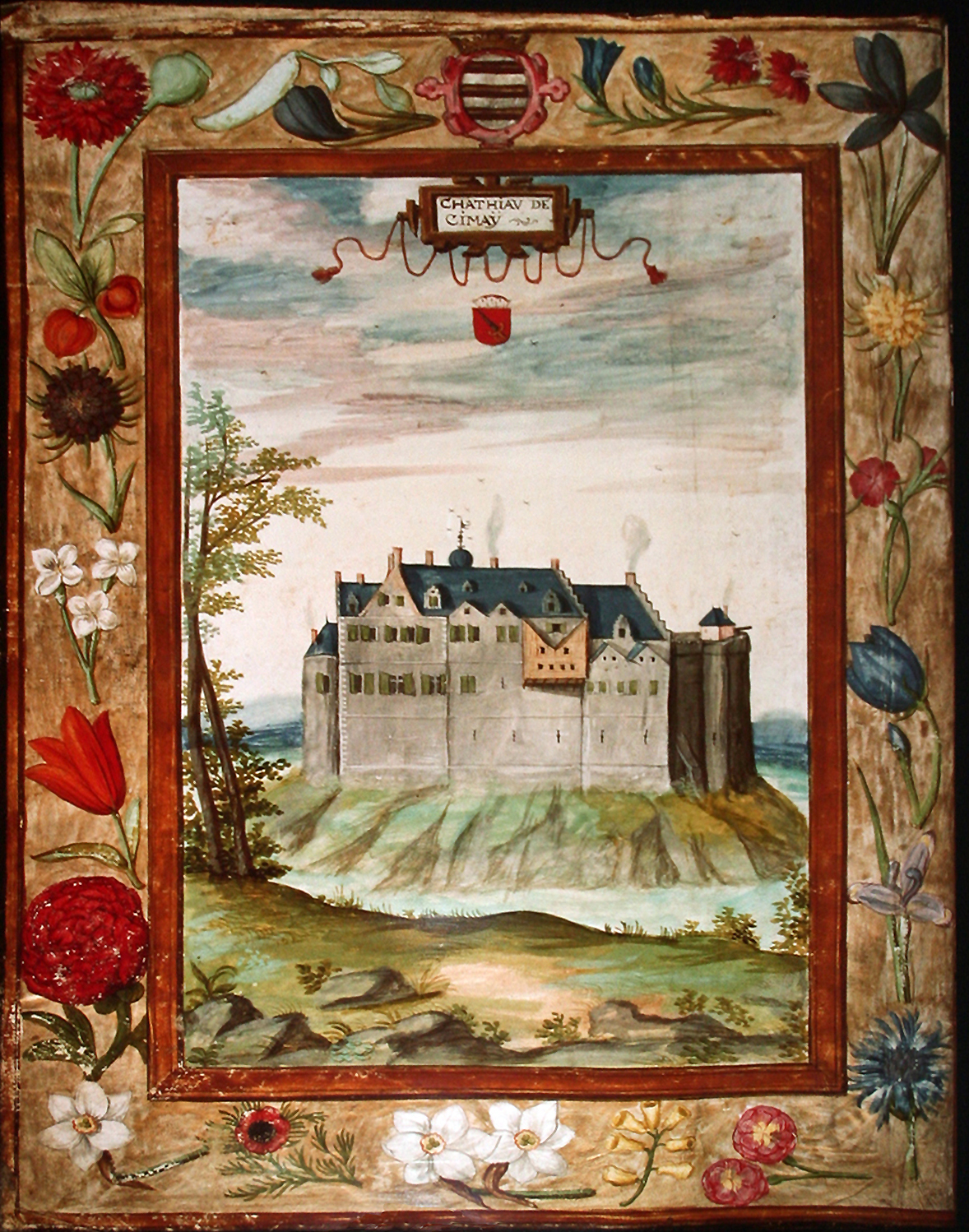
シメイ城の眺め、アドリアン・ド・モンティニー作

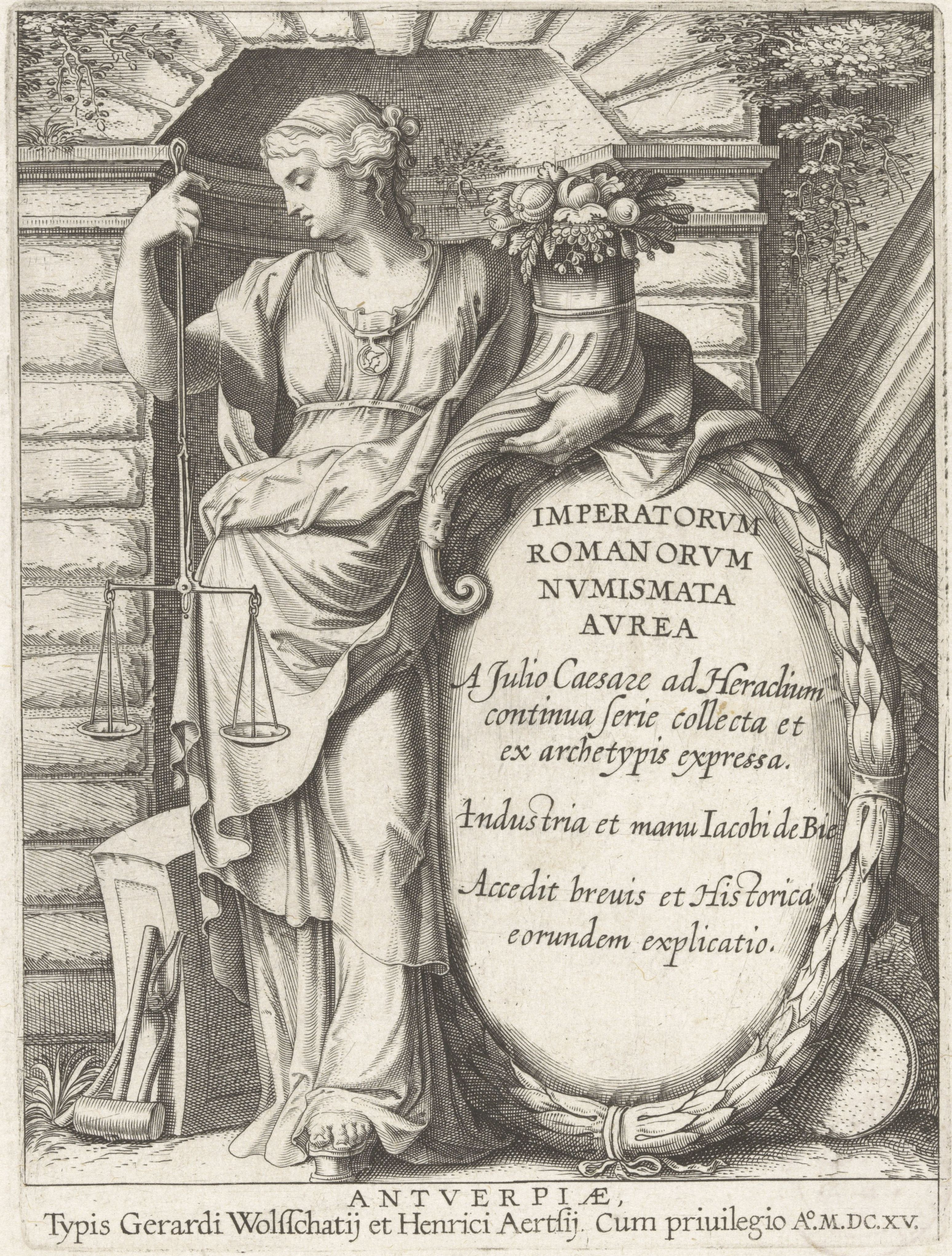
シャルル3世のコイン図録『Imperatorum Romanorum Numismata Aurea a Julio Cæsare Ad Heraclium Continua Serie Collecta』の扉絵

シャルル3世・ド・クロイ（フランス語：Charles III de Croÿ, 1560年7月1日 - 1612年1月12日）は、クロイ領主、4代アールスコート公、5代シメイ公および5代ボーモン伯（在位：1595年 - 1612年）。八十年戦争においてネーデルラントとスペインの両側で重要な役割を果たした。美術品やコインの熱心な収集家であった。お気に入りのボーモン城とヘフェルレー城にコレクションを保管し、そこに美しい庭園を作った。

## 生涯
シャルル3世はアールスコート公・シメイ公フィリップ3世・ド・クロイとヨハンナ・ヘンリエッテ・ファン・ハーレヴィンの長男として生まれた。
軍人の道を進み、最初に1577年に父フィリップ3世のワロン歩兵連隊の副官となった。1580年9月3日にランスロ・ド・ベルレモンの未亡人マリー・ド・ブリミューと結婚した。マリーはピカルディの裕福なカルヴァン派の一族の出身で、シャルル3世より10歳年上であった。シャルル3世に対するマリーの影響は非常に大きく、シャルル3世はカトリック信仰とスペイン王に対する忠誠を放棄し、1583年にプロテスタント反乱軍のフランドル総督となった。シャルル3世はアレッサンドロ・ファルネーゼの進撃を止めることができず、1584年3月にスペインとの和解を決めた。
1584年に妻マリー・ド・ブリミューと別居し、1585年に再びカトリックへと戻り、スペイン王に臣従した。その年の後半、シャルル3世はブルッヘをスペイン人に引き渡し、1585年にはヘントもスペイン領とした。その後数年間、シャルル3世はファルネーゼと共に戦い、グラーヴェ、フェンロー、ノイスおよびスロイスの包囲戦にも参加した。最も重要なシャルル3世の勝利は、1588年9月13日のボン占領であった。1590年、シャルル3世はユグノー戦争でカトリック同盟を支援するスペイン軍に加わった。
1599年に金羊毛騎士団員に加えられた。最初の妻マリー・ド・ブリミューの死から8か月後の1605年12月に、従姉妹であるアーヴル侯シャルル・フィリップ・ド・クロイ（1549年 - 1613年）の娘でドロテと結婚した。2度の結婚のどちらにおいても子供は生まれなかった。1612年にシャルル3世が死去した後、そのすべての称号と領地は妹のアンヌ・ド・クロイと義弟であるアーレンベルク侯シャルル・ダランベールが相続した。

## コレクション
帳は絵画、写本、コイン、メダルの熱心な収集家であった。

### 台帳
シャルル3世は、自身のすべての領地の詳細な地図を集めた台帳の収集家であった。すでに1590年に、母ヨハンナ・ヘンリエッテの死の際に受け取ったコミーヌとアルワンの領地の国勢調査と地代の特許状台帳の作成を命令していた。ほぼ同じ時期に、1580年の結婚時に受け取ったシメイ公領に対しても同様のことを行っていた。これらの台帳は実際には本物の地図帳であり、地籍のような形で多数のカラー地図が含まれていた。これらのコレクションには、城や村の鳥瞰図もいくつか含まれていた。しかし、それらは主に行政文書であった。
そこで彼は、これらの地籍の図面を紙ではなく羊皮紙に再現し、これらの図面と一緒に、小さな絵画のようにガッシュで描かれた各地域の景色を追加するというアイデアを思いついた。これは1596年から1598年にかけて実現した。これらはクロイ家により現在まで保管されているが、2巻で構成されており、1巻はエノーの領地の、もう1巻はブラバント、フランドル、ナミュール、アルトワ、ピカルディの領地のものであった。
台帳には、多くの村を代表する、繊細に仕上げられた約2,500枚のガッシュ画が集められている。これらは、現在のフランスとベルギーの北部から、アルトワ、エノー、ナミュールのかつての公領からアールスコート公領、スヘルデ川、レイエ川、サンブル川の渓谷に至るまで、多くの地域を含む非常に広大な領域について描かれている。これらの台帳は、旧スペイン領ネーデルラントの町や村の地形学的な情報に関する最も重要な根拠の1つとなっている。

### コイン
1610年頃、シャルル3世はアントウェルペンの彫刻家で出版者のジェイコブ・ド・ビーを膨大な古代コインコレクションの管理者に任命した。ジェイコブ・ド・ビーはシャルル3世が住んでいたブリュッセルに移り、コレクションの図録の編集に取り組み始めた。
シャルル3世はジェイコブ・ド・ビーが図録を完成させる前の1612年1月に亡くなったが、この図録は1615年にアントウェルペンで『Imperatorum Romanorum Numismata Aurea a Julio Cæsare Ad Heraclium Continua Serie Collecta』という題名で出版された。そこにはシャルル3世のローマ時代のコインコレクションを再現した64枚のイラストが収められていた。